# Jolanta Kajtoch
Jolanta Kajtoch, z domu Wójcik (ur. 2 czerwca 1984 w Lipinkach) – polska lekkoatletka, sprinterka.

## Kariera
Reprezentantka Polski na Letnie Igrzyska Olimpijskie 2008 w Pekinie. Wójcik biegła na tej imprezie w sztafecie 4 x 400 metrów kobiet, na drugiej zmianie, Polki uzyskały 11. czas w eliminacjach i nie zakwalifikowały się do finału.
Zawodniczka klubów: ULKS Lipinki (1999), Technik Trzcinica (2000–2003), AZS-AWF Kraków (2004–2008), ponownie Technik Trzcinica (2008–2009) oraz AZS-AWF Warszawa (od 2009).

## Osiągnięcia
- młodzieżowe mistrzostwa Europy (2005): 4. miejsce - sztafeta 4 x 400 m (3:34,26);
- halowe mistrzostwa świata (2008): 6. miejsce - sztafeta 4 x 400 m (3:36,97);
- superliga pucharu Europy (2007): 2. miejsce - sztafeta 4 x 400 m (3:26,36).

Wielokrotna medalistka mistrzostw Polski w hali i na stadionie. Rekordy życiowe: bieg na 200 m - 23,96 (2009), bieg na 400 m - 52,52 (2008).